# Antoni Puig i Lucà
Antoni Puig i Lucà (Barcelona, 1779 - Barcelona, 15 d'abril de 1848) fou un militar de carrera, articulista i poeta natural de Barcelona.
Fill de Francesc Puig i Travesset i Antònia Lucà i Timermans nascuda a Rialp. La seva mare es va casar en segones núpcies amb el tinent general Andrés Pérez de Herrasti defensor de la plaça de Ciudad Rodrigo en la guerra del Francès, i passada aquesta governador de Barcelona. Puig fou tinent coronel dels reals exèrcits reformant la presó de Barcelona que va convertir en una casa d'educació en què molts aprenien a llegir, escriure i comptar. Compongué durant el seu confinament a Mallorca en 1823 el poema «La Baleárica» a imitació del de l'Araucana d'Ercilla que restà manuscrit. Són molts els articles sobre economia política tant en prosa com en vers que va publicar en els diaris de Barcelona, des 1814-1823 signant amb el pseudònim Espolín i moltes vegades amb la inicial del seu cognom, i algunes amb el seu nom i cognom sencer. D'aquests esmenta Torres i Amat diversos publicats entre els anys 1814 i 1823:
- La «fábula del perro y del gato» (faula del gos i del gat), del diari de 18 de juliol de 1814.
- «La Mariposa» (21 de juliol de 1816)
- Publicà diversos articles sobre la policia urbana de Barcelona, com el del diari de 13 de setembre de 1816 en què es va signar «el padrino de la fuente fea» (el padrí de la font lletja), i els que van seguir en els dies immediats. En un altre se signa el «run run ró».
- «Oda al restablecimiento de Animia se firma Antino» (13 de febrer de 1817).
- Un «himne marcial» (agost de 1814)
- «Mejoras de Barcelona» d'1 de gener de 1817
- «Canales del Ebro» del 25 d'octubre de 1819
- «Aceras altas» (voreres altes) de 4 de gener de 1820
- «Agua del Hospital» de 25 de setembre del mateix any.
- «Jornaleros indigentes» del de 17 d'agost de 1821.
- «Contra mis acusadores» del 25 d'agost de 1822 fomentant de la prosperitat pública.

Al Museu d'Història de Barcelona es conserva un retrat d'Antoni Puig